# Anisobas angustior
Anisobas angustior är en stekelart som beskrevs av Heinrich 1975. Anisobas angustior ingår i släktet Anisobas och familjen brokparasitsteklar. Inga underarter finns listade i Catalogue of Life.